# Об'єднана штурмова бригада Нацполіції «Лють»
Департамент поліції особливого призначення «Об'єднана штурмова бригада Національної поліції України „Лють“» (абр. ОШБ НПУ «Лють») — міжрегіональний територіальний орган Національної поліції України, призначений для виконання бойових завдань із відсічі збройної агресії проти України у зоні ведення бойових дій.

## Історія
В січні 2023 року МВС почало формування штурмових бригад «Гвардія наступу» — це бригада Нацполіції «Лють», бригада Держприкордонслужби «Сталевий кордон» та шість бригад Нацгвардії. Основу підрозділів склали чинні поліцейські, прикордонники, нацгвардійці.
13 січня 2023 року Кабмін постановив утворити міжрегіональний територіальний орган Нацполіції для посилення Сил оборони та звільнення окупованих територій України. 2 лютого 2023 року бригаду було створено на базі двох полків спецпризначення «Сафарі» та «Цунамі», батальйону патрульної поліції особливого призначення «Луганськ-1». Це бійці, які виконували бойові завдання на Київщині, Запорізькому, Харківському, Херсонському і Донецькому напрямках.
Впродовж 2023 року в складі бригади були сформовані три повноцінні штурмові полки, полк вогневої підтримки (артилерійський), батальйон спеціальних операцій та медичну роту. Відбір кадрів здійснювався, як шляхом набору нових добровольців так і шляхом переведення особового складу розформованих підрозділів патрульної служби поліції особливого призначення.
Бригада має виконувати завдання з деокупації Кремінної та Сватова, працюватиме і в Донецькій області. Зокрема, виконувати небезпечні завдання на Лиманському напрямку.
24 лютого 2023 року президент Зеленський вручив бойовий прапор штурмовій бригаді, його отримав командир бригади Олександр Нетребко.
26 липня 2023 року стало відомо, що на Донецькому напрямку штурмова група російських десантників (ВДВ РФ) потрапила під вогонь бійців штурмового полку «Цунамі» об'єднаної штурмової бригади «Лють» і була повністю знищена. Часові рамки успішної операції не розкриваються з міркувань військової таємниці.
30 липня 2023 року під час штурму ворожих позицій на Бахмутському напрямку бійці підрозділу спеціальних операцій «Еней» штурмової бригади «Лють» оточили та взяли в полон п'ятьох окупантів, решта, хто не захотів скласти зброю, — були знищені.
Президент України Володимир Зеленський відзначив українських воїнів, які досягли значних успіхів у знищенні російських окупантів на Бахмутському напрямку фронту. Він подякував рятувальникам та бійцям бригади «Лють» Гвардії наступу.
17 вересня 2023 року ОШБр «Лють» повідомила про звільнення села Кліщіївка на Бахмутському напрямку. Бійці бригади спільно з 80-ю окремою десантно-штурмовою бригадою та з 5-ю окремою штурмовою бригадою остаточно звільнили населений пункт у ході контрнаступу.
В травні 2024 року бійці бригади «Лють» спільно з іншими підрозділами Сил безпеки і оборони України виконували завдання по обороні м. Часів Яр в Бахмутському районі Донецької області та м. Вовчанськ у Чугуївському районі Харківської області.
За два роки своєї боротьби бійці бригади знищили більше 3000 окупантів, майже 2000 одиниць ворожої техніки, десятки складів та бліндажів. А лише за січень 2025 року поліцейські ліквідували близько 300 загарбників. Поліцейський спецпідрозділ продовжує успішно виконувати бойові завдання на найгарячіших напрямках фронту.
12 лютого 2025 року пресслужба бригади повідомила, що воїни батальйону спеціальних операцій «Еней» спільно з бійцями стрілецьких батальйонів поліції особливого призначення ГУНП у Вінницькій та Кіровоградській областях, а також зведеною стрілецькою бригадою «Хижак», провели операцію зі знищення ворожих укриттів у забудові приватного сектора на північних околицях Торецька. Повідомляється, що вінницький та кіровоградський стрілецькі батальйони Нацполіції долучилися до оборони Торецька у складі об'єднаної штурмової бригади «Лють».
Штурмова група на бронемашині «Дозор-Б» послідовно зайшла на декілька позицій в сірій зоні та зачистила їх, після чого замінувала саморобними вибуховими пристроями будівлі, де росіяни укривалися та ховали свій боєкомплект. Артилерійську підримку на цьому напрямку забезпечує полк вогневої підтримки «Дніпро-1» бригади «Лють», яку на початку року озброїли самохідними установками 2С22 «Богдана».
4 липня 2025 року Департамент поліції особливого призначення «Об'єднана штурмова бригада Національної поліції України „Лють“» згідно Указу  Президента України Володимира Зеленського відзначена почесною відзнакою «За мужність та відвагу».

## Командування
- полковник Нетребко Олександр Юрійович (від створення до вересня 2024)[21]
- полковник Казбан Максим Олександрович (вересень 2024 — липень 2025)[22]
- полковник Рашевський Олександр Олександрович (з 14 серпня 2025 — понині)[23]

## Структура
Департамент поліції особливого призначення ОШБ НПУ «Лють» складається з апарату, підрозділів прямого підпорядкування та п'яти територіальних (відокремлених) підрозділів (управлінь):
- Апарат (Керівництво департаменту, управління, відділи та сектори)
- Управління проведення спеціальних операцій (м. Кропивницький): Батальйон «Еней»[25]
- Управління поліції особливого призначення № 1 (м. Київ):  Полк «Сафарі»
- Управління поліції особливого призначення № 2 (м. Одеса):  Полк «Цунамі»
- Управління поліції особливого призначення № 3 (м. Дніпро):  Полк «Луганськ»
- Управління поліції особливого призначення № 4 (м. Миколаїв):  Полк «Дніпро-1»
- Управління домедичної та медичної допомоги: Медична рота «Щит життя»[26]

## Оснащення
В арсеналі бригади наявна бронетехніка (M113, Дозор-Б, Козак-2, BMR-600), артилерійське (2С22 «Богдана»), зенітне, протитанкове та снайперське озброєння.
8 березня 2024 року МВС України повідомило, що у складі штурмової бригади Нацполіції України «Лють» сформувати танковий підрозділ. У бригаді заявили, що танковий підрозділ уже готовий виконувати перші бойові завдання на фронті. Судячи з кадрів, бригаду озброїли модернізованими основними бойовими танками Т-64БВ зразка 2017 року.
Бійці штурмової бригади Нацполіції «Лють» також використвують роботизовані комплекси:
«Шабля» — дистанційний бойовий модуль, який дозволяє вести вогонь з кулемета на відстані до двох кілометрів, забезпечуючи захист оператора. Він може бути встановлений на різні типи техніки, що значно підвищує її бойові можливості;
«VEPR»– це багатофункціональна платформа, яка може використовуватися для розвідки, доставки боєприпасів, евакуації поранених та вогневої підтримки. Його висока прохідність та маневреність дозволяють виконувати завдання в складних умовах;
«Ratel S» — робот-камікадзе, потужна зброя, призначена для знищення ворожої техніки та укріплень. Він здатний доставити вибухівку до цілі та підірвати її, завдаючи значних втрат противнику.

## Завдання
- виконання завдань із відсічі збройної агресії проти України у зоні ведення бойових дій;
- виконання бойових розпоряджень під час відсічі збройної агресії проти України або ліквідації (нейтралізації) збройного конфлікту;
- виконання інших завдань із застосуванням будь-яких видів зброї (озброєння), спеціальних та технічних засобів відповідно до законодавства України;
- участь у заходах із забезпечення публічного (громадського) порядку та безпеки громадян, зокрема під час здійснення заходів правового режиму надзвичайного або воєнного стану;
- надавати кваліфіковану та спеціалізовану підтримку органам (підрозділам) поліції, іншим правоохоронним органам у разі виникнення ситуації з високим ступенем ризику.

## Втрати

### 2023
1. 21 липня 2023 — Аратовський Олексій Андрійович («Ара»). 24 роки, м. Павлоград. Загинув поблизу селища Курдюмівка Донецької області[31].
2. 24 липня 2023 — Смоляк Сергій Іванович. 30 листопада 1994, с. Комаргород. Загинув в районі села Кліщіївка від мінометного обстрілу[32]
3. 21 серпня 2023 — Богуцький Дмитро Анатолійович. 29.07.1997, селище Стрижавка. Заступник командира взводу № 4 роти № 2 батальйону № 1 полку управління поліції особливого призначення № 2 (штурмового полку «Цунамі»). Загинув поблизу села Кліщіївка[33].
4. Воронков Олексій Юрійович, сержант. Загинув у бою 14 вересня 2023[34].
5. Староста Іван Іванович, рядовий. Боєць взводу № 1 полку управління поліції особливого призначення № 2 (штурмовий полк «Цунамі»). Під час виконання бойового розпорядження в ході бойових дій 3 жовтня 2023, отримав несумісне з життям поранення, перебуваючи поблизу села Курдюмівка Бахмутського району Донецької області[35]
6. 17 жовтня; Яремчук Андрій Олександрович
7. Калакай Віктор, лейтенант. Загинув 13 грудня 2023 в бою на Бахмутському напрямку[36].

### 2024
1. 14 лютого 2024 — Кондратюк Вадим «Юрист», 23 роки[37]
2. 14 лютого 2024 — Іванішин Артур Володимирови «Депутат», 30 травня 2000[37]
3. 14 лютого 2024 — Сокальський Ігор Романович. 9 травня 2000, м. Збараж. Лейтенант поліції. Загинув з побратимами Іванішиним Артемом та Кондртаюком Вадимом поблизу населеного пункту Григорівка Бахмутського району[38][39][40].
4. 15 березня 2024 — Ільюшин Андрій Олександрович. 23 вересня 1999, м. Арциз. Бойовий медик. Загинув під час ракетного удар по Одесі[41].
5. 15 березня 2024 — Гостіщев Олександр Євгенійович («Славутич»). 19 лютого 1983, м. Дніпро. Загинув під час ракетного удар по Одесі[42][43]
6. 22 травня 2024 — Шаблико Сергій Геннадійович («Крим»). 20.01.1986. Поліцейський взводу 2 роти 2 батальйону 3 полку. Загинув в населеному пункті Вовчанськ Чугуївського району Харківської області[44].
7. 29 червня 2024 - Зайцев Олег Валерійович. 4 листопада 1998 року, м.Знам'янка, Кіровоградської обл. Загинув біля міста Торецьк Донецької області.
8. 29 червня 2024 - Білостоцький Антон Юрійович, 35 років. Лейтенант поліції, інспектор взводу №1 батальйону №2 полку управління поліції особливого призначення №1 (штурмовий полк «Сафарі») Департаменту поліції особливого призначення «Об’єднана штурмова бригада Національної поліції України «Лють», позивний «Ван Дамм». Загинув  поблизу міста Торецьк Бахмутського району Донецької області[45].
9. 18 серпня 2024 — Сало Тарас. 33 роки, м. Львів[46]
10. 26 вересня 2024 — Ведишенко Юрій Олегович (Трак). 26.08.1993 м. Херсон(31 рік). Бойовий медик. Загинув в населеному пункті Торецьк, Бахмутського р-н.

### 2025
1. 13 січня 2025 — Борис Назарій. 29.05.1992, с. Зимна Вода, Львівської області[47]
2. 13 березня 2025 — Пшеничний Антон Олександрович, полк спецпризначення «Сафарі». 18 березня 1994, м. Бердянськ. Загинув на Торецькому напрямку[48]
3. 18 травня 2025 — Деордіцу Микита Олегович. Старший сержант поліції, 2-й батйльон полку «Цунамі». 31.12.2001. Загинув біля Іванопілля Краматорського району [49]
4. 22 липня 2025 — Казбан Максим Олександрович, командир бригади. Загинув у дорожньо-транспортній пригоді на Донеччині, м. Краматорськ[50].

## Галерея

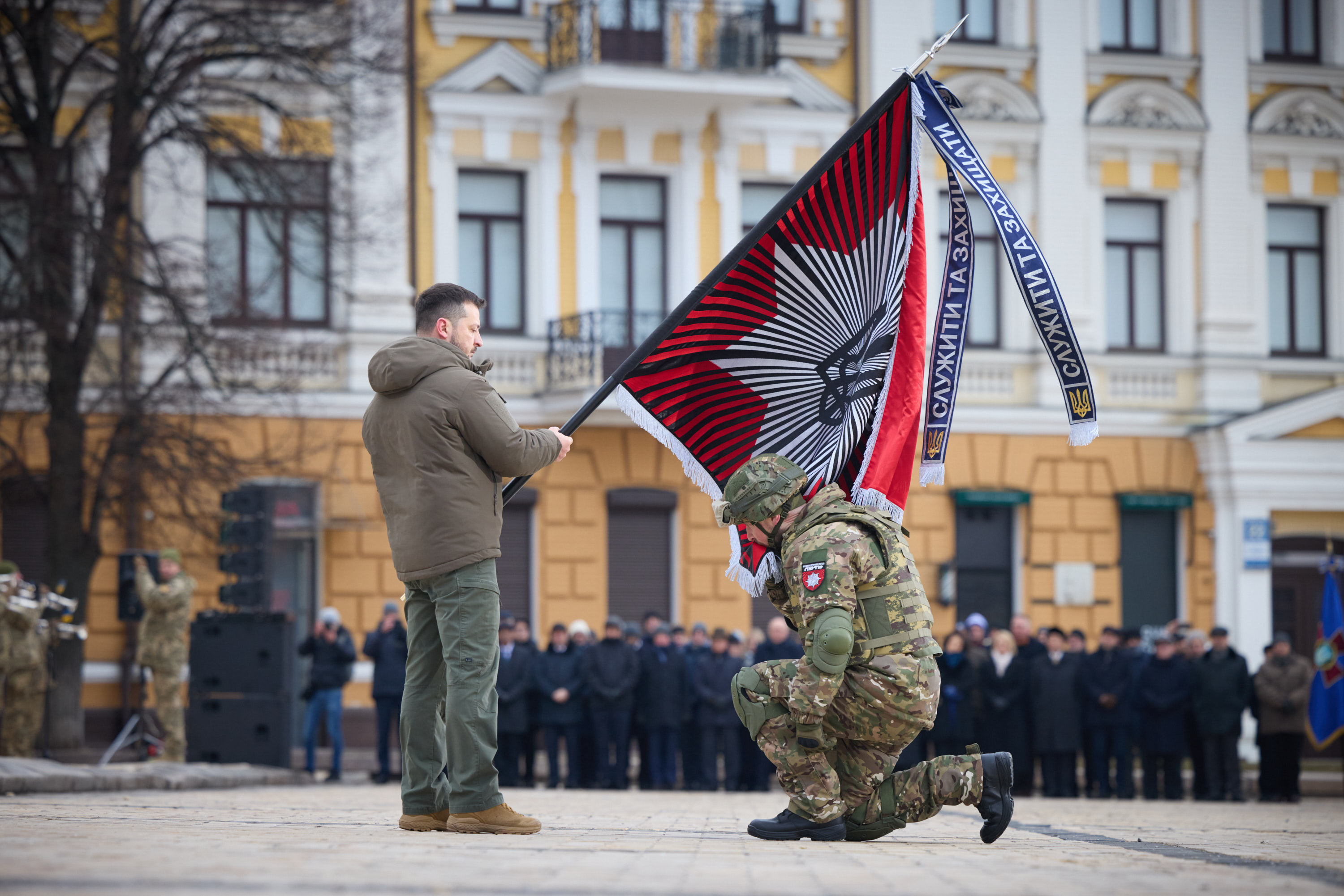
Президент Зеленський вручає Бойовий прапор бригади
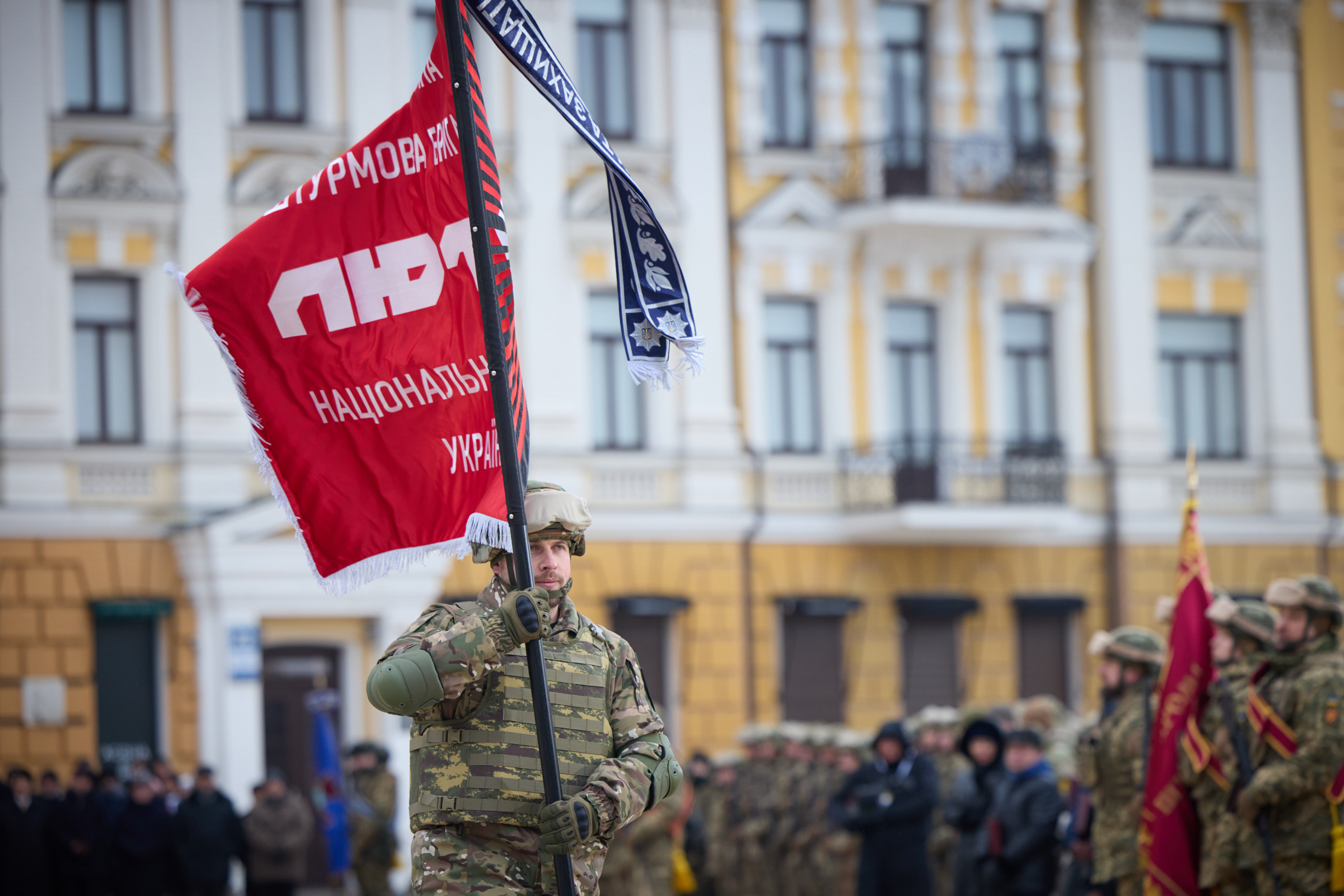
Поліцейський ОШБр НП «Лють» з Бойовим прапором бригади
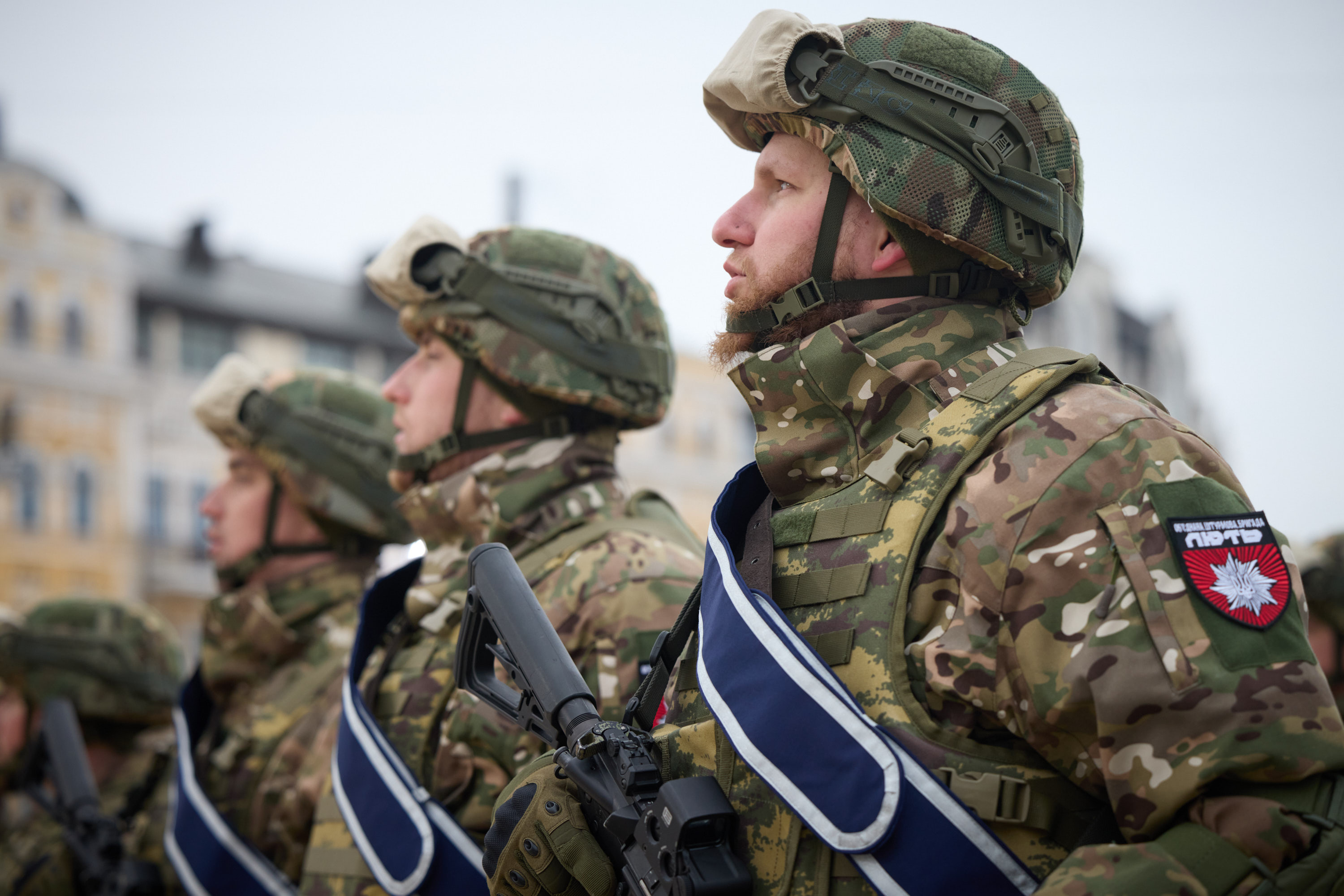
Поліцейський ОШБр НП «Лють» на Софійській площі в Києві, 24 лютого 2023
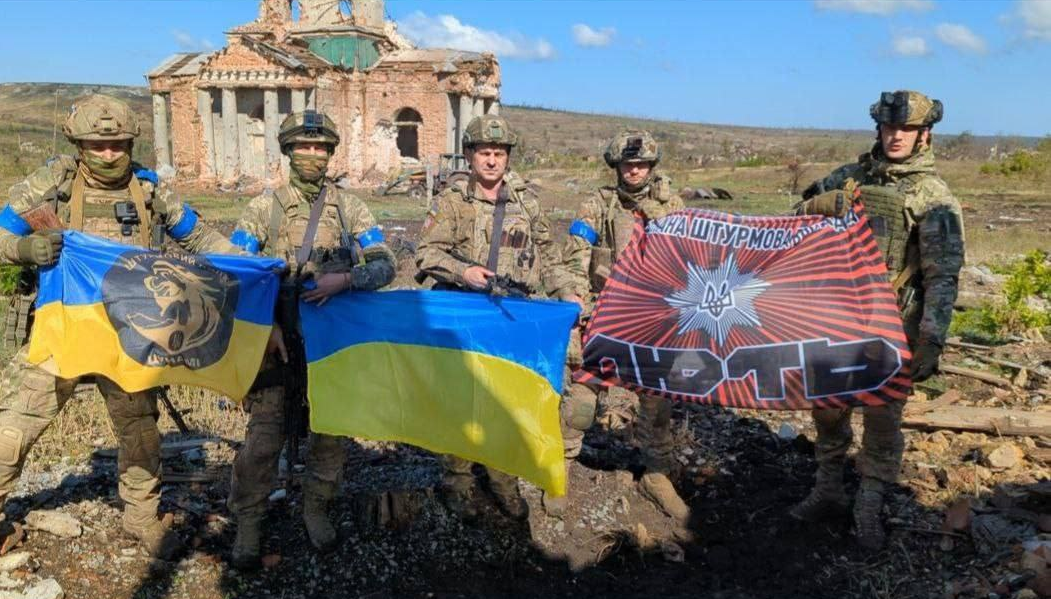
Бійці полку «Цунамі», бригади «Лють» в селі Кліщіївка, Бахмутського району